# Ахунаков, Ахмадхан
Ахмадхан Ахунаков (тадж. Аҳмадхон Мамадюсуф Равшанолуд; 1904, кишлак Поршинев, Поршневское аксакальства, Шугнанская волость, Хорогский район, Памир, Ферганская область, Российская империя — 3 мая 1938, Сталинабад, Таджикская ССР, СССР) — советский, таджикский партийный и государственный деятель. Выпускник Среднеазиатского Коммунистического Университета им. В. И. Ленина в Ташкенте (1929—1933), первый секретарь Шугнанского райкома КП(б) Таджикистана (1936—1937), первый секретарь Бартангского райкома КП(б) Таджикистана (1933—1936), первый секретарь Горно-Бадахшанского обкома комсомола (1928—1929), член ВКП(б) с 1926 года.

## Биография
Родился в 1904 году в кишлаке Поршинев (с 2009 года административный центр Шугнанского района Горно-Бадахшанской автономной области Республики Таджикистан), на Памире Ферганской области Туркестанского генерал-губернаторства Российской империи в семье известного просветителя и земледельца, таджика по национальности Ахунака (Охонака) Равшанолудова тадж. Мамадюсуф Равшанолуд.
Ахунаков Ахмадхан начал трудиться с 13 лет в 1917 году хлеборобом в семье брата в кишлаке Поршинев (на тот период ещё в составе Ферганской области Российской империи).
В 1923—1926 годах учился в школе в Поршиневе (с 15.08.1923 в составе Памирского округа Ферганской области Туркестанской АССР).
С 1926 по 1927 работал комсомольским организатором обкома комсомола (с 02.01.1925 регион преобразован в Автономную Горно-Бадахшанскую область в составе Таджикской АССР.
С 1927 по 1928 учился в школе для политической и общеобразовательной подготовки советских и партийных работников (совпартшкола) в Хороге.
С 1928 по 1929 работал первым секретарем обкома комсомола Автономной области Горного Бадахшана.
С 1929 по 1933 — студент Среднеазиатского Коммунистического Университета имени В. И. Ленина (г. Ташкент).
С 1933 по 1936 — первый секретарь Бартангского райкома КП(б) Таджикистана (Бартангский районный комитет КП(б) Таджикистана просуществовал до 1953 года, затем был объединён с Рушанским районным комитетом КП Таджикистана).
В 1936 году был избран первым секретарем Шугнанского райкома КП (б) Таджикистана (с 1960 года преобразованного в Хорогский городской комитет Коммунистической партии Таджикистана, в ведение которого также находился Шугнанский район).
Ахмадхан Ахунаков был арестован 6 ноябре 1937 года, 23 ноября 1937 года освобожден от всех должностей и исключён из рядов ВКП(б) как разоблачённый, арестованный органами НКВД враг народа. Народным комиссариатом внутренних дел СССР в 1937 г. был представлен утверждённый список лиц (на тот исторический период в сфере ответственности НКВД СССР находились коммунальное хозяйство и строительство, другие отрасли промышленности, а также политический сыск и право вынесения приговоров во внесудебном порядке и система исполнения наказаний), подлежащих суду Военной коллегии Верховного Суда СССР по Таджикской ССР. В список в том числе был внесён Амадхан Ахунаков, его предписывалось приговорить к наказанию по 1-й категории, то есть к высшей мере наказания — расстрелу.
3 мая 1938 года приговор в отношении Ахмадхан Ахунакова наряду с другими видными партийными деятелями по установлении Советской власти на Памире и в Таджикистане, с такими как Меретдин Амдинов, Бошходжа Ахунджанов, Карамхудо Ельчибеков, Ибрагим Исмаилов и другими, был приведён в исполнении в г. Сталинабаде. Захоронен там же.
Реабилитирован Военной коллегией Верховного суда СССР 21 марта 1958 года, посмертно.

## Семья
- Отец — Ахунак (Охонак) Равшанолудов (тадж. Мамадюсуф Равшанолуд; 1847—1918) — выходец из Баджаур, округ Пешавар Северо-Западной пограничной провинции Британской Индии (ныне Хайбер-Пахтунхва (урду خیبر پختونخوا‎ ˈxɛːbər pəxˈtuːnxwaː, пушту خیبر پښتونخوا‎ xaiˈbər pəxtunˈxwɑ, англ. Khyber Pakhtunkhwa), до апреля 2010 года Северо-западная пограничная провинция (урду شمال مغربی سرحدی صوبہ‎, англ. North-West Frontier Province), известна также как Сархад (урду سرحد‎, англ. Sarhad) провинция Пакистана), таджик по происхождению, на Памир приехал в 1875 г., известен как просветитель тадж. охон, нёс знания и культуру учил детей кишлака и окрестностей близлежащих селений грамоте у себя дома, одновременно был умелым земледельцем, его сыновья владели русским, пушту и узбекским языками, были просвещены в литературе — знали Шамс, Хафиз, Саади, Аттори и др., что было признано современниками[4]. Мать — Улфатмо Гуломшоева.
- Братья: Маджид первый выпускник русско-туземной школы в Коканде, Ферганская область (Российская империя) (1906—1907), служил в РККА на Восточном Памире, погиб в 1919 году при нападении басмачей на Памирский пост в Мургабе; Мамадсаид, Зардодхон и Абдулазиз работали в Хорогском пограничном отряде до и после революции. Сёстры — Гулдастахоним и Бибироджим (тадж. Бибироҷим)[4].

Жена — Зумратмо Исмоилова (1913—1991) — работала в колхозе им. XXII съезда КПСС. Сын — Маджид Ахмадхонов (1931—2022) — выпускник Душанбинского госпединститута им. Т. Г. Шевченко, ветеран народного образования ГБАО. Внуки: Фирдавс (1960—2009), Ахмадхон (род. 1963), Амид (род. 1971) и Аслибегим (род. 1962).